# Бегство диких гусей
Бегство диких гусей (англ. Flight of the Wild Geese) — отход ирландской якобитской армии под командованием Патрика Сарсфилда из Ирландии во Францию после окончания Вильямистской войны по Лимерикскому договору. В более широком смысле термин «дикие гуси» используется в истории Ирландии для обозначения ирландских солдат, которые уходили служить в армии континентальной Европы в XVI, XVII и XVIII веках.
В ходе более раннего исхода в 1690 году, во время той же войны, была сформирована ирландская бригада на службе королевства Франция, которую иногда ошибочно называют «дикими гусями».

## История

### Испания

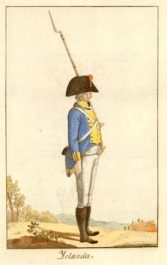
Солдат Regimiento de Infantería Irlanda (1805 г.).

Первый ирландский полк в континентальной Европе был создан в испанской армии во Фландрии во время Восьмидесятилетней войны в 1590-х годах. Полк был сформирован английским католиком Уильямом Стэнли в Ирландии из местных солдат и наемников, которых английские власти хотели изгнать. Стэнли получил поручение от Елизаветы I и должен был возглавить свой полк на английской службе для поддержки восставшей Голландии. Отряд воевал в Нидерландах до 1600 г., когда был расформирован из-за больших потерь в результате боевых действий и болезней.
После поражения гэльских армий в Девятилетней войне в 1607 году произошло «Бегство графов». Граф Тирон Хью О’Нил, граф Тирконнелл Рори О’Доннелл и лорд Бера и Бантри Донал О’Салливан вместе со многими вождями, Галлогласами и сторонниками из Ольстера бежали из Ирландии. Для возобновления восстания они надеялись получить помощь Испании, но не желавший возобновления войны с Англией король Испании Филипп III отклонил их просьбу.
Тем не менее, их прибытие привело к формированию нового ирландского полка во Фландрии, которым командовали гэльские ирландские дворяне и который был набран из их сторонников. Этот полк был более политическим, чем его предшественник на испанской службе, и был воинственно враждебен английскому протестантскому правлению в Ирландии. Полк возглавил сын Хью О’Нила Джон. Среди выдающихся офицеров были Оуэн и Хью О’Нил.
Новый источник рекрутов появился в начале XVII в., когда англичане запретили католикам запретили занимать военные и политические должности в Ирландии. В результате в ирландские подразделения на испанской службе начали привлекать староанглийских офицеров-католиков, таких как Томас Престон и Гарет Барри. Эти люди имели более проанглийские взгляды, и враждебно относились к планам использовать ирландский полк для вторжения в Ирландию в 1627 г. Полк располагался гарнизоном в Брюсселе во время перемирия в Восьмидесятилетней войне с 1609 по 1621 г. и развивался связи с находившимся в амошней семинарии ирландским католическим духовенством, создавая ирландские колледжи, в том числе Флоренс Конрой.
Многие ирландские войска, находившиеся на испанской службе, вернулись в Ирландию после восстания 1641 г. и вступили в созданное католиками конфедерацию. Когда конфедераты потерпели поражение и Ирландия была завоёвана англичанами, около 34 тыс. солдат отправились в поисках работы в Испанию. Некоторые из них позже дезертировали или перешли на сторону Франции, условия службы в которой считались лучше.
В XVIII веке испанские ирландские полки несли службу не только в Европе, но и в Америке. Например, созданный в 1698 г. полк «Ирланда» дислоцировался в Гаване с 1770 по 1771 г., созданный в 1709 г. полк «Ультония» был в Мексике с 1768 по 1771 год и созданный в 1709 г. полк «Иберния» служил в Гондурасе с 1782 по 1783 г.
Во время наполеоновских войн все три ирландских пехотных полка все ещё входили в состав испанской армии. Тяжелые потери и трудности с восполнением потерь ослабили ирландский элемент в этих частях, хотя офицеры оставались ирландского происхождения. Полк «Иберния» пришлось воссоздать из галисийских новобранцев в 1811 году, и он закончил войну как полностью испанский корпус. Все три полка были окончательно расформированы в 1818 г. из-за недостатка рекрутов из числа ирландцев и иных иностранцев.

### Франция

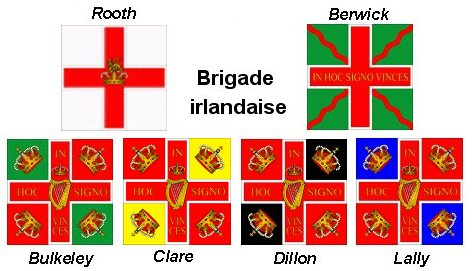
Флаги ирландских полков во Франции.

Примерно с середины XVII века Франция обогнала Испанию в качестве места назначения для ирландцев-католиков, стремящихся сделать военную карьеру. Причинами этого были растущее совпадение интересов Франции и Ирландии, а также легкость миграции во Францию и Фландрию из Ирландии.
Франция в разное время вербовала множество иностранных солдат из немцов, итальянцев, ирландцев, шотландцев и швейцарцев. По расчётам историка Андре Корвизье, иностранцы составляли около 12 % всех французской армии в мирное время и 20 % в ходе войны. Как и другим иностранным войскам, ирландским полкам платили больше, чем французам. Ирландские, и швейцарские полки на французской службе носили красную форму, хотя это не имело никакого отношения к красным мундирам британской армии.
Поворотный момент наступил во время Вильямистской войны, когда Людовик XIV оказал военную и финансовую помощь ирландским якобитам. В 1690 г. в обмен на отправленных на остров 6 тыс. французских солдат Людовик потребовал аналогичное число ирландских рекрутов для участия в войне против голландцев. Пять полков во главе с виконтом Маунткашел Джастином Маккарти составили ядро французско-ирландской бригады Маунткашеля. Год спустя, после того как ирландские якобиты под предводительством Патрика Сарсфилда капитулировали по Лимерикскому договору, полностью вооружённая и экипированная ирландская армия отошла во Францию.
Сарсфилд отплыл во Францию 22 декабря 1691 г. с 14 тыс. солдатами и 6 тыс. женщинами и детьми. Два столетия спустя в стихотворении Сентябрь 1913 года Уильям Йейтс писал:
Мечты ирландской больше нет,

Она с О’Лири в гроб сошла.

Затем ли разносился стон

Гусиных стай в чужом краю?
Ирландская армия Сарсфилда была перегруппирована и облачена в красные мундиры, символизирующие их преданность Стюартам. В 1692 г. большая франко-ирландская армия собралась на французском побережье для вторжения в Англию, но готовившееся вторжение было сорвано поражениями французского флота в битвах при Барфлёре и Ла-Хог. Затем дикие гуси Сарсфилда были перегруппированы на той же основе, что и ирландская бригада Маунткэшела.
Вплоть до 1745 года ирландским католикам разрешалось тайно набирать солдат на французскую службу. Власти Ирландии сочли это предпочтительнее потенциально разрушительных последствий присутствия в стране большого количества безработных молодых людей призывного возраста. Однако после того, как сводный ирландский отряд французской армии (набранный из полков Ирландской бригады и обозначенный как «ирландские пикеты») был использован для поддержки якобитского восстания 1745 г. в Шотландии, британцы запретили другим государствам вербовать солдат в Ирландии. После этого рядовые ирландских подразделений на французской службе все чаще становились неирландцами, хотя офицеров продолжали набирать из Ирландии.
Во время Семилетней войны предпринимались попытки найти рекрутов среди ирландских военнопленных или дезертиров из британской армии помимо ограниченного числа ирландских добровольцев из числа добравшихся до королевства или из числа сыновей бывших членов бригады. Во время войны на французской службе находились ирландские полки Балкли, Клэр, Диллон, Рут, Бервич и Лалли, также был кавалерийский полк Фицджеймса. К концу XVIII в. офицеры этих полков набирались из франко-ирландских семей, живших во Франции на протяжении нескольких поколений.
В ходе великой французской революции ирландская бригада прекратила свое существование как отдельное образование 21 июля 1791 г., когда существовавшие тогда 12 нешвейцарских иностранных полков были включены в линейную пехоту французской армии. Хотя оставшиеся ирландские полки Диллона, Бервика и Уолша утратили свою красную форму и отдельный статус, неофициально они все ещё были известны под своими прежними названиями. Многие ирландские офицеры оставили службу в 1792 г. после свержения короля Людовика XVI, которому и присягали на верность.
В 1803 г. первый консул Франции Наполеон Бонапарт сформировал ирландское подразделение легкой пехоты, состоящее в основном из ветеранов ирландского восстания 1798 г.. Ирландский легион Наполеона первоначально состоял из одного малочисленного батальона, но позже он был преобразован в полк, состоящий из четырёх батальонов и полкового склада или штаба. Легион с момента своего создания считался чисто ирландским подразделением, которое должно было возглавить вторжение на родину при поддержке французских войск. Подразделение было одето в изумрудно-зелёную форму, отделанную золотом, и получило своё полковое знамя: золотую арфу в каждом углу на зелёном фоне с надписью «Le Premier Consul aux Irlandos Uni» («Первый консул в Объединённой Ирландии») и на аверсе «Liberte des Conscience/Independente d’Irlande» («Свобода совести/Независимая Ирландия»). В декабре 1804 г. они получили новый флаг и имперского орла из бронзы. Многие офицеры из ирландской бригады времён старого режима также присоединились к отряду, где он отличился в Голландской экспедиции во время войны на Испанском полуострове, в частности во время осады Асторги 1812 г.. В последний раз ирландцы вступали в бой во время осады Антверпена 1814 г., закончившейся после отречения Наполеона.

## Конец эпохи
Вербовка ирландцев в континентальные армии резко сократилась после запрета 1745 г., и желавшим служить в иностранных армиях ирландцам пришлось самостоятельно пробираться на континент.
В 1732 году сэр Чарльз Воган указал в письме Дину Свифту, что 120 000 ирландцев были убиты и ранены на дипломатической службе «за эти сорок лет»/
В конце XVIII в. британцы стали смягчать законодательство, в 1790-х гг. ирландским католикам разрешили носить оружие. После этого началась вербовка набор ирландских полков, в том числе в такие подразделения, как «Коннахтские рейнджеры».